# Mount Nowak
Mount Nowak (englisch; polnisch Góra Nowaka) ist ein 300 bis 400 m hoher Berg auf King George Island im Archipel der Südlichen Shetlandinseln. Er ragt oberhalb des Bolinder Bluff am Ufer der Venus Bay auf.
Polnische Wissenschaftler benannten ihn 1984 nach Henry Nowak, leitender Funker auf der Arctowski-Station von 1980 bis 1981.